# Каменская волость (Славяносербский уезд)
Каменская во́лость — историческая административно-территориальная единица Славяносербского уезда Екатеринославской губернии.
По состоянию на 1886 год состояла из 4 поселений, 4 сельских общин. Население — 1 755 человек (868 мужского пола и 887 — женского), 234 дворовых хозяйства.
|                       | Площадь, десятин | В том числе пахотной, дес. |
| --------------------- | ---------------- | -------------------------- |
| Сельских общин        | 1964             | 595                        |
| Частной собственности | 6154             | 3120                       |
| Другой собственности  | 120              | 85                         |
| В целом               | 8238             | 3800                       |

Крупнейшие поселения волости:
- Каменка — бывшее собственническое село при реке Каменка в 54 верстах от уездного города, 553 человека, 80 дворов, православная церковь, лавка.
- Македоновка — бывшее собственническое село при реке Каменка, 534 человека, 76 дворов, лавка.
- Шелковая Протока — бывшая собственническая деревушка при реке Луганчик, 486 человека, 64 двора, ежегодная ярмарка.

По данным на 1908 год, территория волости была присоединена к Первозвановской волости.